# Air-Polishing
Das Air-Polishing ist ein Verfahren zur Entfernung von weichen Zahnbelägen (Biofilm/Plaque) und Verfärbungen an natürlichen Zähnen und Implantaten. Synonym werden in der Praxis Begriffe wie Pulverstrahlreinigung oder Luft-Pulver-Wasserstrahltechnik (LPW) verwendet. Abzugrenzen ist das Air-Polishing mit Wasser von der herkömmlichen Luftabrasion ohne Wasserzufuhr. Das Verfahren muss mit einem geeigneten Pulver durchgeführt werden. Zur Zahnsteinentfernung ist es nicht geeignet.
In Zahnarztpraxen kann das Air-Polishing als Bestandteil der Professionellen Zahnreinigung (PZR) Anwendung finden.

## Anwendungsbereiche
Das Air-Polishing dient der supragingivalen (oberhalb des Zahnfleischsaums) und subgingivalen (unterhalb des Zahnfleischsaums) Entfernung von Zahnbelägen und Verfärbungen, sowie der Behandlung von Patienten mit Periimplantitis und Parodontitis. Weiterhin wird das Air-Polishing im Rahmen der Vorbereitung für eine Zahnaufhellung (Bleaching) angewandt.

## Geschichte
Robert Black entwickelte 1945 das erste Gerät namens Air Dent zur Anwendung in der Kavitätenpräparation und zur Prophylaxe. Es enthielt ein hoch abrasives Natriumbicarbonat-Pulver. Ein Luft-Pulver-Gemisch zur Politur der Zähne wurde erstmals 1976 vorgestellt. Das Gemisch wurde durch eine Düse in einem Handstück geleitet und auf die Zahnoberfläche gerichtet, um Verfärbungen und Zahnbelag zu entfernen. Das Air-Polishing stand in der Kritik besonders abrasiv zu sein und damit den Zahnschmelz beziehungsweise das Wurzelzement zu schädigen und schmerzhaft für den Patienten zu sein.
Durch die Entwicklung von sehr fein gemahlenen Pulvern auf Erythritol- und Glycin-Basis in den 1970er Jahren, deren abrasive Wirkung stark reduziert ist, wird das Air-Polishing mittlerweile sicher auf Hart- und Weichgewebe sowie Füllmaterial, Implantaten und anderem Zahnersatz angewendet. Die Abtragung von Zahnhartsubstanz ist kaum messbar und das Zahnfleisch wird durch den Einsatz von Glycin-Pulver nicht irritiert. 1981 brachte Dentsply als erstes Air-Polishing-Gerät den Cavitron Prophy-Jet auf den Markt.

## Funktionsweise

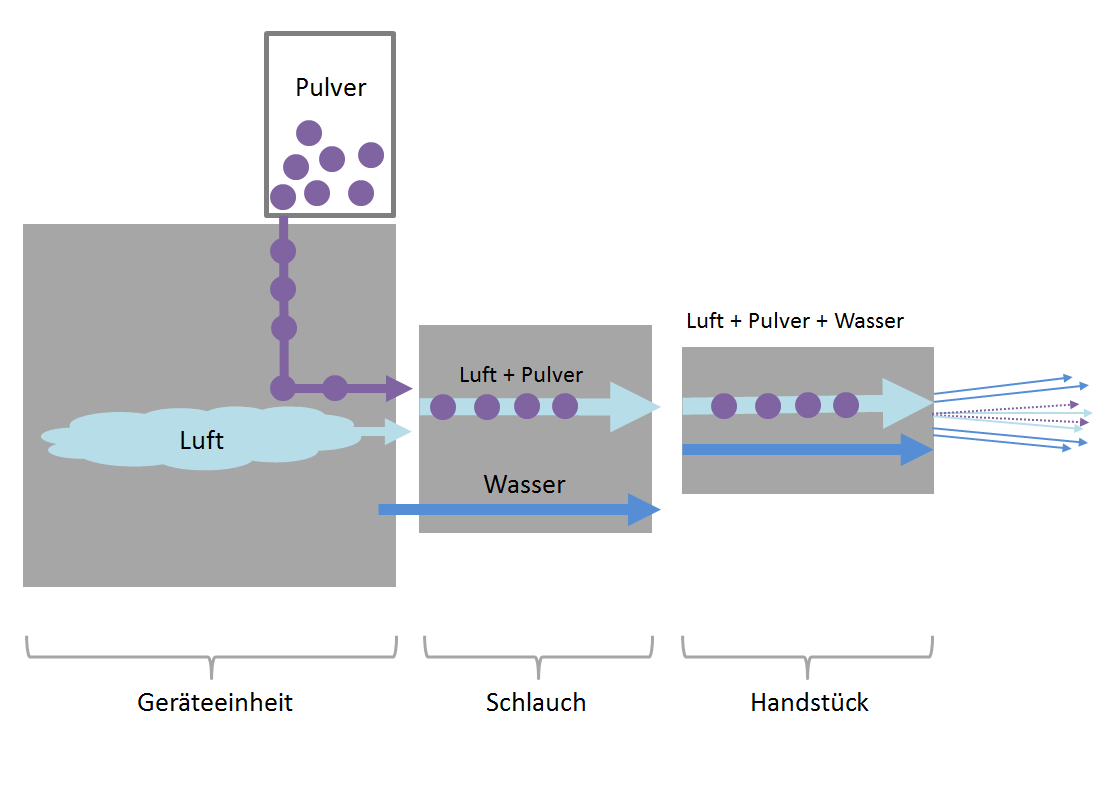
Funktionsschema eines Air-Polishing-Geräts

Unter kontrolliertem Druck wird ein Gemisch aus feinen Pulverpartikeln, Wasser und Luft über eine Düse auf die zu reinigende Oberfläche des natürlichen Zahnes oder Implantats gesprüht. Die Pulver-/Wasserteilchen treffen in Form eines feinen Strahls mit hoher Geschwindigkeit auf die zu reinigende Region. Anhaftende Zahnbeläge und Verfärbungen werden durch die kinetische Energie der Teilchen entfernt. Je nach Behandlungsbereich und Schweregrad der Ablagerungen kommen verschiedene Pulversorten mit unterschiedlichen Pulvereigenschaften wie Partikelgrößen und -formen zum Einsatz. Der Strahl wird zuvor erwärmt, da durch die Geschwindigkeit des Luftstroms das Gemisch sehr kalt auf dem Zahn auftrifft, was schmerzhaft sein kann.
Der Sprühbereich des Pulver-Wasserstrahls hängt zum einen von der Beschaffenheit der Düse und zum anderen von der Feinkörnigkeit des Pulvers ab. Je feiner das Pulver ist, desto gleichmäßiger und fokussierter ist der Sprühstrahl und die Reinigung.

## Einflussfaktoren auf das Reinigungsergebnis

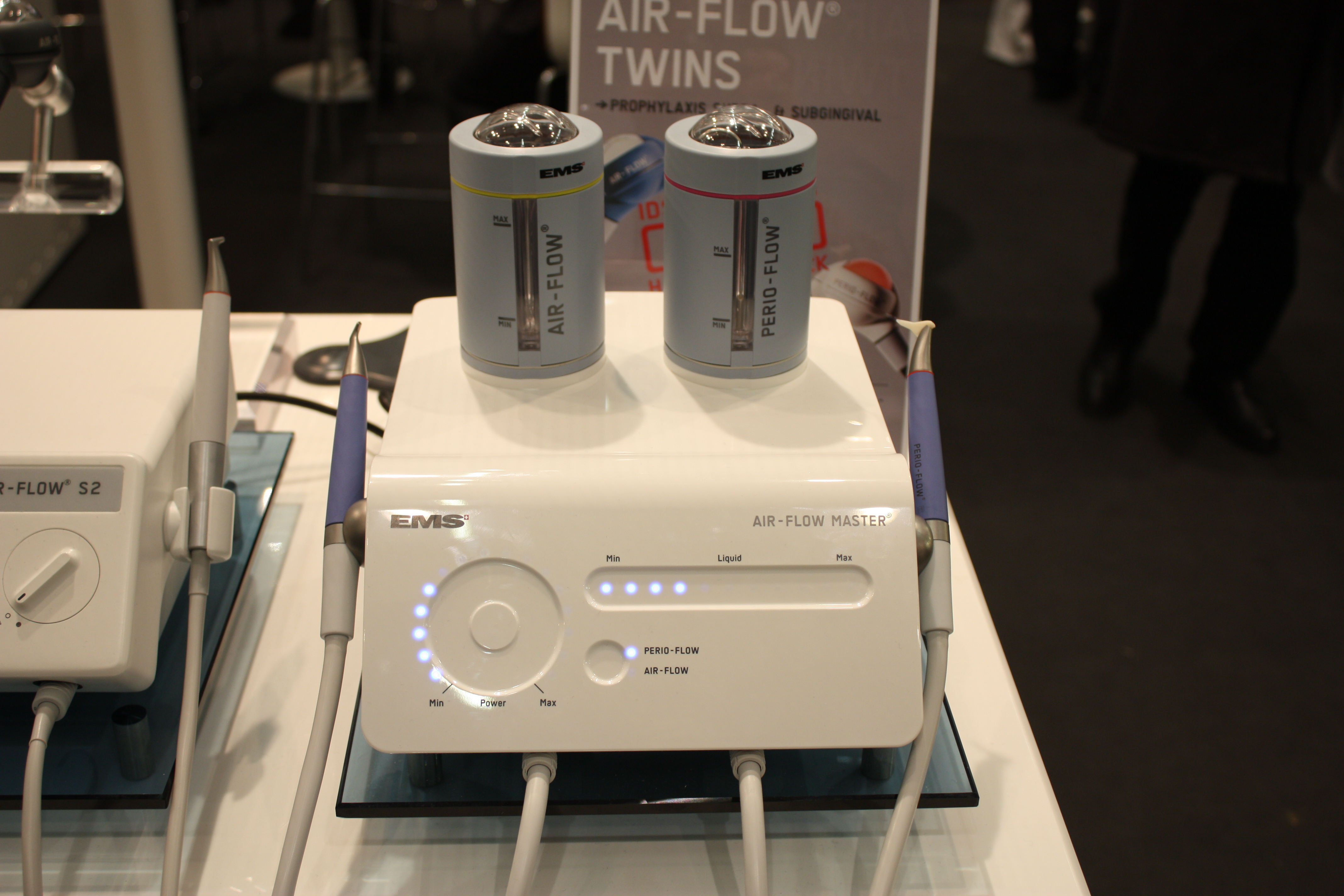
Gerät zum Air-Polishing

Air-Polishing Pulver weisen verschiedene Korngrößen und Kornformen auf. Damit wird ihre Abrasions- und Reinigungswirkung schwächer oder stärker dosiert. Bei gleicher Pulverbasis und sehr ähnlichen Inhaltsstoffen kann die Wirkung auf die behandelte Oberfläche von Hersteller zu Hersteller stark variieren. Es wird unterschieden zwischen wasserlöslichen Pulvern (Erythritol, Glycin und Natriumbicarbonat) und wasserunlöslichen Pulvern (Calciumcarbonat, Aluminiumtrihydroxid, bioaktives Glas).
- Pulver auf Glycin-Basis entfernen laut aktuellen Studien weiche Zahnbeläge (Biofilm/Plaque) gründlicher als traditionelle Handinstrumente. Darüber hinaus schonen sie das Zahnfleisch und die Zahnhartsubstanz, sodass der Einsatz auch für die Behandlung von Parodontitispatienten empfohlen wird.[5]
- Erythritol (Zuckeralkohol) als Pulver-Basis ermöglicht eine Korngröße von 14 µm und eine noch schonendere Reinigung. Erythritol-Pulver in Verbindung mit einer keimtötenden Komponente wie Chlorhexidin können den Biofilm nicht nur mechanisch entfernen, sondern ihn auch chemisch reduzieren.[8] Diese sei effektiver, als Pulver auf Glycin-Basis. Weitere Studien, die die Wirksamkeit von Erythritol mit der Wirksamkeit von Glycin vergleichen, werden derzeit durchgeführt.
- Air-Polishing mit eher grob-körnigem Pulver auf Natriumbicarbonat-Basis (Korngröße etwa 70 µm) hat eine stark abrasive Wirkung auf Dentin und Zahnzement. Außerdem irritiert es das Zahnfleisch.[2] Auf Zahnschmelz wurde nur eine geringe abrasive Wirkung festgestellt.[5] Pulver auf Basis von Natriumbicarbonat wird daher für das supragingivale Air-Polishing als Teil der üblichen Professionellen Zahnreinigung empfohlen. Für Parodontitis- und Periimplantitis-Patienten eignet es sich eher nicht.

Weitere Einflussfaktoren sind:
- Anwendungsdauer
- Distanz der Düse zur Oberfläche
- Art der Oberfläche: Zahnzement, Dentin, Zahnschmelz, Füllungsmaterial, Implantat etc.
- Anwendung oberhalb und/oder unterhalb des Zahnfleischsaums
- Stärke der Beläge und Verfärbungen
- Anwendungswinkel des Strahls
- Konsistenz des Pulvers: Dies hat Auswirkungen auf die Fließeigenschaften des Pulvers.
- Air-Polishing Instrumente: Gerät, Handstück, Düse

## Vorteile
- Anders als bei der Reinigung mit Handinstrumenten, zeigen Studien, dass bei richtiger Anwendung des Air-Polishing-Verfahrens eine gründlichere Entfernung von Zahnbelägen bei gleichzeitiger Schonung des Zahnfleischs und der Zahnhartsubstanz erzielt werden kann.[5]
- Im Rahmen der Parodontaltherapie ist Air-Polishing mit Pulver auf Glycin-Basis wirksamer als die Reinigung mit Handinstrumenten. Pathogene Keime können langfristig signifikant stärker vermindert werden.[5]
- Patienten empfinden die Reinigung mittels Air-Polishing als angenehmer als mit Handinstrumenten.[5] Dies ist auch auf die geringere Reizung des Zahnfleischs zurückzuführen.[2]
- Schwer erreichbare Stellen im Mundraum, wie die Zahnzwischenräume, können leichter gereinigt werden. Daher ist diese Art der professionellen Zahnreinigung besonders bei Patienten mit Implantaten, Kronen, Brücken und festen kieferorthopädischen Apparaturen von Vorteil.
- Es entstehen keine pfeifenden Geräusche wie dies bei der Reinigung mit einem Schall-/Ultraschall-Scaler der Fall ist.
- Erheblich kürzere Behandlungsdauer mittels Air-Polishing-Gerät im Vergleich zu Schall-/Ultraschall-Scalern und Küretten.[9]

## Einschränkungen
- Während der Behandlung wird grundsätzlich eine Schutzbrille für Patient und Behandler empfohlen, sodass keine Pulverkörnchen in die Augen gelangen können.
- Bei Patienten mit Asthma bronchiale oder anderweitigen Atembeschwerden sollte von dieser Art der Zahnreinigung abgesehen werden.
- Eine Emphysembildung bei der Reinigung von Zahnfleischtaschen ist möglich. Dies ist jedoch auf eine falsche Anwendung des Air-Polishing-Verfahrens zurückzuführen.
- Zur Validierung der überlegenen Wirksamkeit des Air-Polishing Verfahrens bei der kontinuierlichen Therapie von Parodontitis- und Periimplantitis-Patienten fehlen derzeit noch Langzeit-Studien.[5]
- Air-Polishing ist ungeeignet für die Entfernung von Zahnstein. Hierfür werden magnetorestriktive und piezoelektrische Ultraschall-Scaler und druckluftbetriebene Schall-Scaler verwendet.[5]
- Darüber hinaus kann das Zahnfleisch (Gingiva) Schaden nehmen.[5]